# Hege Frøseth
Hege Kirsti Frøseth-Bjørnebye, née le 20 décembre 1969 à Trondheim, est une ancienne handballeuse internationale norvégienne qui évoluait au poste de gardienne de but. Elle a notamment évolué au Byåsen IL.
Avec l'équipe de Norvège, elle participe notamment aux jeux olympiques de 1992 où elle remporte une médaille d'argent.

## Palmarès

### Sélection nationale
Jeux olympiques 
- médaille d'argent aux Jeux olympiques de 1992 à Barcelone

championnats du monde 
- troisième du championnat du monde 1993